# Chester (Massachusetts)
Pour les articles homonymes, voir Chester.
Chester est une ville du Comté de Hampden dans l’État du Massachusetts.
Elle a été incorporée en 1783.
Sa population était de 1 228 habitants en 2020.